# Adde Severin
Adde Severin (* 28. August 1668 in Lübeck; † 1. Oktober 1731 ebenda) war Kaufmann und Ratsherr der Hansestadt Lübeck.

## Leben
Adde Severin war der Sohn des aus Wismar stammenden Lübecker Kaufmanns Gabriel Severin († 1672) und der Catharina Schröder. Sein Vater verstarb, als Adde Severin drei Jahre als war, und der Kaufmann, Rigafahrer und spätere Ratsherr Marcus Meyer († 1687) wurde sein Stiefvater. Severin lernte im Handelsgeschäft des Kaufmanns und Ratsherren Johann von Reutern in Riga. Er kam 1696 wieder nach Lübeck. Nach einer Reise in die Niederlande gründete er seine eigene Handelsfirma in Lübeck. Er wurde 1724 in den Rat der Hansestadt erwählt.

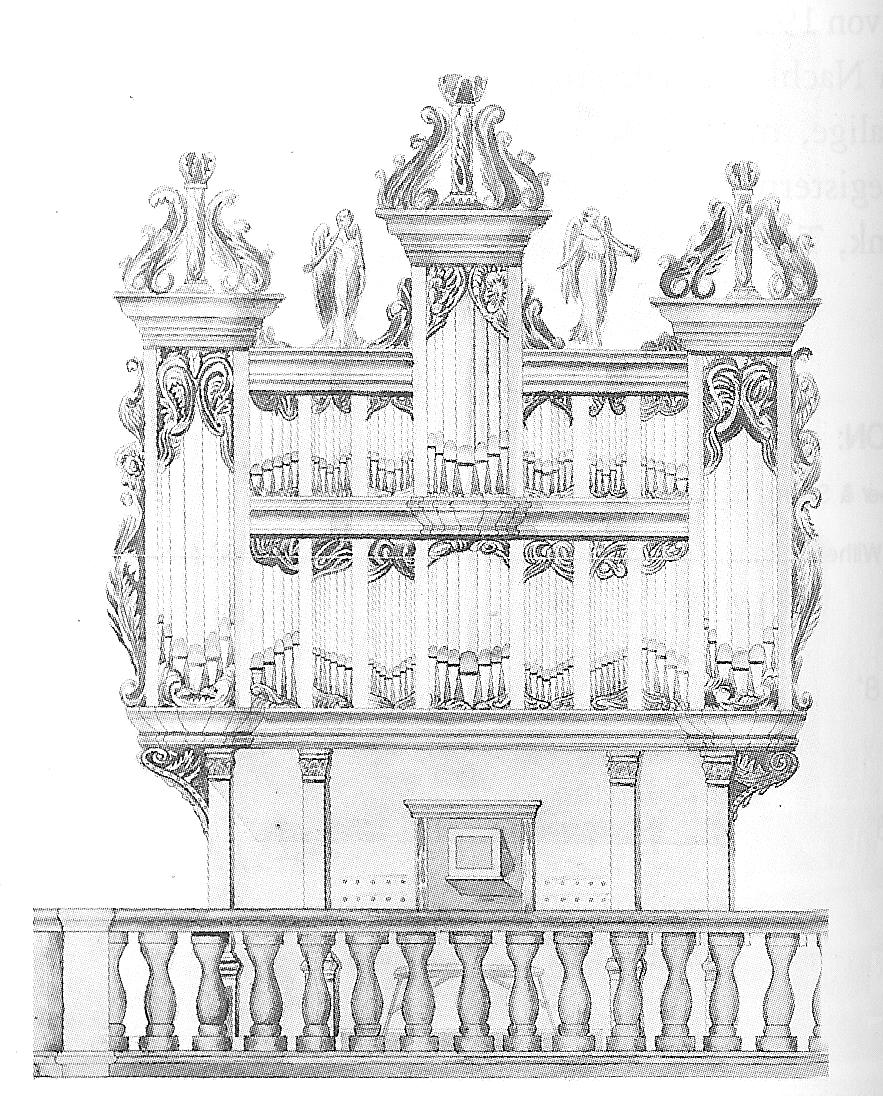
Große Orgel von 1713, Zeichnung von vor 1815

Als Kaufmann war Severin erfolgreich und bereits 1713 stiftete er der Burgkirche als deren Kirchenvorsteher eine neue große Orgel. Er sorgte nicht nur für den Neubau, sondern auch für dessen kontinuierliche Unterhaltung sowie die Bezahlung des Organisten. Orgelbauer war der Schnitger-Schüler Hans Hantelmann. Die Orgel war der erste Neubau Hantelmanns und verfügte über 27 Register, verteilt auf zwei Manuale und Pedal. 1815 wurde das Instrument verkauft und gelangte in die Kirche des Klosters Rehna, ist aber nicht mehr erhalten.
Severin war ehrenamtlich Vorsteher des Wohnstiftes Glandorp-Hof, des Schwartauer Siechenhauses und der Schröderschen Armenschulen in Lübeck.
Adde Severin war seit 1697 verheiratet mit Anna Margaretha Segebode († 1710), einer Tochter des Kaufmanns Johann Segebode, mit der er drei Töchter hatte.
1. Anna Margarethe Severin (* 1698; † 22. April 1731), ⚭ 25. April 1713 Heinrich Woldt, Kaufmann
2. Lucia Severin (* 3. März 1699; † 24. März 1724), ⚭ 30. Mai 1718 in Hamburg Ludwig Tesdorpf (* 2. August 1683; † 21. Januar 1744), Kaufmann in Lübeck und Lissabon
3. Catharina Elisabeth Severin (* 5. Februar 1702; † 13. Mai 1711)